# Feuchtwangen
Feuchtwangen er en by i Landkreis Ansbach i i Regierungsbezirk Mittelfranken i den tyske delstat Bayern.

## Geografi
Feuchtwangen ligger i dalen til floden Sulzach, der er en biflod til Wörnitz og byens store omliggende arealer omfatter også en del af Wörnitzdalen.

### Nabokommuner
Nabokommuner til Feuchtwangen er: Schnelldorf, Wörnitz, Dombühl, Aurach, Herrieden, Wieseth, Dentlein am Forst, Dürrwangen, Schopfloch, Dinkelsbühl (alle i Landkreis Ansbach ) og Kreßberg (i Landkreis Schwäbisch Hall, i Baden-Württemberg).

### Bydele, landsbyer og bebyggelser
Feuchtwangen er inddelt i 87 områder (byen medregnet) opdelt efter tidligere selvstændige kommuner:
Aichau: Aichau, Jakobsmühle, Löschenmühle, Oberahorn, Thürnhofen, Unterahorn
Aichenzell: Aichenzell, Esbach, Hammerschmiede, Herrnschallbach, Höfstetten, Kaltenbronn, Mögersbronn, Sommerau, Überschlagmühle, Walkmühle, Winterhallen, Zehdorf
Banzenweiler: Banzenweiler, Bieberbach, Georgenhof, Jungenhof, Krebshof, Krobshausen, Leiperzell, Oberransbach, Oberrothmühle, Poppenweiler, Unterransbach, Unterrothmühle, Weiler am See
Breitenau: Breitenau, Gehrenberg, Ratzendorf, Sperbersbach, Ungetsheim, Zischendorf, Zumhaus
Dorfgütingen: Archshofen, Bonlanden, Bölhof, Bühl, Dorfgütingen, Dornberg, Krobshäuser Mühle, Neidlingen, Rödenweiler
Heilbronn: Heilbronn, Herbstmühle, Lichtenau, Metzlesberg, Rißmannschallbach, Wüstenweiler, Zumberg
Krapfenau: Bernau, Eschenlach, Hainmühle, Koppenschallbach, Krapfenau, Krapfenau-Mühle, Lotterhof, Oberlottermühle, Schönmühle, St. Ulrich, Unterlottermühle, Volkertsweiler, Wehlmäusel, Weikersdorf
Larrieden: Heiligenkreuz, Larriden, Oberhinterhof, Unterhinterhof
Mosbach: Bergnerzell, Kühnhardt a. Schlegel, Mosbach, Reichenbach, Seiderzell, Tribur
Vorderbreitenthann: Charhof, Charmühle, Glashofen, Hinterbreitenthann, Oberdallersbach, Steinbach, Tauberschallbach, Unterdallersbach, Voderbreitenthann, Wolfsmühle

## Historie
Feuchtwangens oprindelse går tilbage til et Benediktinerkloster som er nævnt i et dokument allerede i 818 eller 819. Klosterets levned er beskrevet i 16 breve af en munk ved navn Froumund og en abbed Wigo i årene 991 til 995.
Sammen med klosteret var der allerede i de tidligste tider en landsby. Kejser Frederik Barbarossa etablerede den som by mellem 1150 og 1178, og i 1241, blev Feuchtwangen en fri rigsstad.